# Мундт, Кристина
Кристина Мундт (нем. Kristina Mundt; род. 25 января 1966, Мерзебург, Галле), в замужестве Рихтер (нем. Richter) — немецкая гребчиха, выступавшая за сборные ГДР и объединённой Германии по академической гребле в период 1985—1995 годов. Двукратная олимпийская чемпионка, дважды чемпионка мира, победительница многих регат национального и международного значения.

## Биография
Кристина Мундт родилась 25 января 1966 года в городе Мерзебург, ГДР. Проходила подготовку в Лейпциге спортивном клубе DHfK, позже состояла в гребном клубе «Викинг» в Берлине. Тренировалась под руководством Сабины Дахне.
Первого серьёзного успеха на взрослом международном уровне добилась в сезоне 1985 года, когда вошла в основной состав восточногерманской национальной сборной и побывала на чемпионате мира в Хазевинкеле, откуда привезла награду золотого достоинства, выигранную в зачёте парных четвёрок.
Благодаря череде удачных выступлений удостоилась права защищать честь страны на летних Олимпийских играх 1988 года в Сеуле — в женских парных четвёрках совместно с Керстин Фёрстер, Беате Шрамм и Яной Зоргерс пришла к финишу первой и завоевала тем самым золотую олимпийскую медаль. За это выдающееся достижение по итогам сезона была награждена орденом «За заслуги перед Отечеством» в золоте.
После достаточно длительного перерыва, вызванного серьёзной травмой локтя, в 1992 году Мундт вернулась в академическую греблю и прошла отбор на Олимпийские игры в Барселоне — в составе экипажа, куда также вошли гребчихи Зибилль Шмидт, Керстин Мюллер и Биргит Петер, вновь одержала победу в зачёте женских парных четвёрок, став таким образом двукратной олимпийской чемпионкой. За это достижение позже получила высшую спортивную награду Германии «Серебряный лавровый лист».
В дальнейшем Кристина Мундт ещё достаточно долго оставалась в составе немецкой национальной сборной и продолжала принимать участие в крупнейших международных регатах. Так, в 1993 году она выступила на чемпионате мира в Рачице, где стала серебряной призёркой в парных двойках, уступив в финале только экипажу из Китая.
В 1994 году в той же дисциплине одержала победу на мировом первенстве в Индианаполисе.
На чемпионате мира 1995 года в Тампере попасть в число призёров не смогла, показав на финише четвёртый результат. Вскоре по окончании этих соревнований приняла решение завершить спортивную карьеру.
Впоследствии работала в компании медицинского страхования AOK. Замужем за борцом Йоргом Рихтером.